# Botrychium acuminatum
Botrychium acuminatum är en låsbräkenväxtart som beskrevs av Wagner. Botrychium acuminatum ingår i släktet låsbräknar, och familjen låsbräkenväxter. Inga underarter finns listade i Catalogue of Life.